# Astroturfing
Astroturfing è un termine coniato negli Stati Uniti intorno alla metà degli anni ottanta del XX secolo per definire una tecnica di propaganda nell'ambito del marketing, consistente nella creazione a tavolino di un supposto consenso proveniente dal basso, della memoria o della storia pregressa di un'idea, un prodotto o comunque qualsiasi bene oggetto di promozione (bene di consumo, candidato alle elezioni, etc.). La tecnica di astroturfing si affida spesso a persone retribuite con modalità non trasparenti, affinché esse producano artificialmente un'aura positiva intorno al bene da promuovere.

## Origine del termine
AstroTurf è il marchio registrato di un'erba artificiale prodotta dalla Monsanto e commercializzata su grande scala a partire dal 1966, anno in cui fu utilizzata per la copertura del terreno di gioco dell'Astrodome di Houston, in Texas. Proprio il nome di tale stadio fu all'origine del marchio, che si componeva di ASTRO(dome) e (artificial)TURF (in inglese Turf significa Zolla). Il suo derivativo Astroturfing fu coniato come antonimo di grassroots (alla lettera Radici dell'erba), equivalente, in italiano, al termine Politica dal basso, espressa dalla similitudine con le radici che affondano nel terreno, e anche col fatto che ogni filo d'erba ha una sua individualità, ma che tanti fili d'erba si uniscono a formare un prato.
Più genericamente, grassroots designa un movimento, un consenso, un insieme di comportamenti sociali, che sono radicati in una comunità da molto tempo, dei quali la comunità ha memoria. Contrariamente Astroturfing indica qualsiasi categoria merceologica o anche, per esempio, un'idea politica che, lungi dall'essere radicata da tempo in una comunità, gode in realtà di una promozione a tavolino e di una serie di falsi ricordi costruiti artificialmente da un gruppo di marketing organizzato: il primo a parlare di astroturfing fu l'allora senatore democratico del Texas (e futuro candidato alla vicepresidenza degli Stati Uniti) Lloyd Bentsen, che nel 1985, di fronte a un'intensa attività di lobbying da parte dell'industria assicurativa consistente in un inusuale flusso di lettere, disse «un texano riconosce la differenza tra grassroot e astroturf, questa è corrispondenza organizzata».

## Obiettivi dell'astroturfing
L'astroturfing nasce come tecnica di alterazione della percezione sulle qualità di un prodotto commerciale. Si basa in particolare sull'idea che molti giudizi positivi o lusinghieri verso un certo prodotto influenzino le scelte dei consumatori/utenti spingendoli all'acquisto o comunque a formarsi un'opinione positiva del prodotto stesso. In chiave duale, la tecnica dell'astroturfing può essere usata per bilanciare giudizi negativi in modo da rendere neutra la percezione che arriva al pubblico. Gli stessi concetti hanno trovato applicazione anche nell'ambito della comunicazione politica.

## L'astroturfing e il web
L'astroturfing è un fenomeno avvertito sul web, dove talvolta il termine è usato in maniera restrittiva per caratterizzare le false impressioni positive di contenuti pubblicati in rete. In questo ambito la pratica più comune è rappresentata dai "commenti positivi" che possono accompagnare recensioni o presentazioni di singoli prodotti o servizi oppure dichiarazioni ed atti politici. Una variante della tecnica consiste nel creare un diverso contenuto, ad esempio un post su un blog magari a mezzo di meatpuppet o sockpuppet, che tuttavia riferisca ed esalti l'oggetto dell'astroturfing.

### Il caso Microsoft
Nel 1998 la compagnia di informatica statunitense Microsoft fu oggetto di uno scandalo telematico per aver effettuato dell'astroturfing al fine di indebolire la posizione del Dipartimento della Giustizia USA, intenzionato ad applicare contro la compagnia severe misure di antitrust. Tempo dopo la stessa Microsoft fu di nuovo trovata a perseverare nella stessa pratica, stavolta per promuovere il sistema operativo Windows XP, in forme comunicative simili a quelle usate dalla concorrente Apple. Naturalmente la Microsoft non mancò di provare poi la stessa manovra per correggere in senso ad essa favorevole voci della versione in inglese di Wikipedia.

## Aspetti giuridici
In molti paesi l'astroturfing è considerata pratica illegale, specie quando è accompagnata da pagamenti a favore di chi produce la falsa impressione positiva. Nella maggior parte dei casi tuttavia il reato viene inquadrato in ambiti giuridici più ampi come ad esempio quello delle scorrette pratiche commerciali.